# Garibaldimonument (Rome)

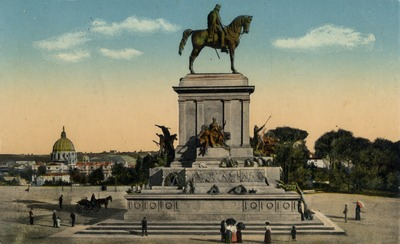
Garibaldimonument (Rome). Ansichtkaart, 1910.

Het Garibaldimonument is een ruiterstandbeeld in Rome op het hoogste punt van het Janiculum op het plein Piazza Garibaldi.
Het monument werd gemaakt door Emilio Gallori en op 20 september 1895 onthuld. Het had aanvankelijk als titel "De Held van Twee Werelden", verwijzend naar de strijd die Giuseppe Garibaldi leverde in zowel Zuid-Amerika als in Italië

## Geschiedenis
Het bovenste deel van het monument bestaat uit een bronzen standbeeld van Giuseppe Garibaldi die een paard berijdt. Dit ruiterstandbeeld staat op een grote, marmeren sokkel, die is gedecoreerd met allegorische voorstellingen van Europa en Amerika, en met bas-reliefs die de landing in Marsala, het verzet in Boiada, de verdediging van de Romeinse Republiek en de vrijheid voorstellen. Aan de rechterzijde van het monument maakte Ettore Ferrari een kroon die eraan herinnert dat Garibaldi de eerste grootmeester was van de Italiaanse vrijmetselarij. Tijdens het bewind van Benito Mussolini werd de kroon vervangen door fascistische symbolen. 
De plaats van het monument was aanleiding voor diverse politieke interpreties, omdat het werd geïnaugureerd in een tijd waarin de relatie van het Koninkrijk Italië en de pausen ronduit slecht was. Aanvankelijk keek Garibaldi neer op het Vaticaan. Na het Verdrag van Lateranen van 1929 is het beeld op verzoek van het Vaticaan gedraaid zodat het uitkijkt op het Janiculum. Nu wordt ervan gezegd dat het paard aan het Vaticaan zijn achterwerk toont. In 1990 is het monument gerestaureerd door de gemeente Rome.